# Tommy Gemmell
Tommy Gemmell (anglès: Thomas Gemmell)  (Motherwell, 16 d'octubre de 1943 - Glasgow, 2 de març de 2017) va ser un jugador i entrenador de futbol escocès. Tot i que jugava amb la cama dreta, destacava com a lateral esquerre i tenia una potent capacitat de tir. Gemmell és conegut sobretot per ser un dels membres de l'equip del Celtic FC que va guanyar la Copa d'Europa de 1966–67; va marcar el primer gol del Celtic a la final. Gemmell va jugar 18 vegades amb Escòcia, i també va jugar amb el Nottingham Forest, els Miami Toros i el Dundee FC. Després de retirar-se com a jugador el 1977, Gemmell va entrenar el Dundee i l'Albion Rovers.

## Carrera com a jugador

### Celtic
L'octubre de 1961, Gemmell va fitxar pel Celtic procedent del Coltness United; el mateix dia que l'extrem dret Jimmy Johnstone, que vivia a pocs quilòmetres de distància i que també tindria una llarga vinculació amb el club. Va ser un dels "Lleons de Lisboa" que van guanyar la final de la Copa d'Europa de 1967 contra l'Inter de Milà, per 2 a 1 a l'Estádio Nacional de Lisboa, una final en què Gemmell va marcar el gol de l'empat amb un xut des de fora de l'àrea. Irònicament, Gemmell no hauria d'haver estat en posició de marcar el gol, ja que havia ignorat les ordres de l'equip que un dels laterals es mantingués en defensa en tot moment; el lateral dret Jim Craig ja s'havia aventurat cap endavant, i va ser ell qui va jugar la pilota perquè Gemmell xutés, amb tots dos avançant cap a l'àrea de l'Inter. Amb aquest triomf, el Celtic també va segellar el primer Triplet europeu i l'únic quatriplet fins ara. Gemmell va ser un dels dos únics Lisbon Lions que van aparèixer en els 59 partits en competicions importants, l'altre fou John Clark. Gemmell també va marcar a la final de la Copa d'Europa de 1970 en una derrota contra el Feyenoord, cosa que en fa un dels tres únics futbolistes britànics que han marcat en dues finals de Copa d'Europa diferents, els altres són Phil Neal del Liverpool FC i Gareth Bale del Reial Madrid.
Gemmell va jugar 418 partits amb el Celtic i hi va marcar 63 gols. 43 de copa (5 gols), 74 de copa de lliga (10 gols) i 54 partits europeus (12 gols). El seu rècord de penals va ser de 34 gols en 37 intents. Va quedar sisè a la Pilota d'Or el 1967 i 24è el 1968.
Al seu llibre, Lion Heart, Gemmell va revelar que, durant la seva etapa al Celtic, va ser objecte d'abusos sectaris per part d'alguns companys d'equip; ell i el seu company d'equip Ian Young havien estat objectiu d'"un grapat" de col·legues que volien un equip totalment catòlic. També va declarar que va rebre insults verbals en diverses ocasions per part d'alguns seguidors dels seus rivals de l'Old Firm, el Rangers, a causa del seu estatus percebut com a "trànsit" (com a protestant que jugava al Celtic), igualment com ara quan assistia a partits molts anys després de retirar-se.

### Carrera posterior
El desembre de 1971, Gemmell va ser transferit al Nottingham Forest per substituir Liam O'Kane. Al final d'aquella temporada, el Forest va baixar de la màxima categoria.
El 1973 va tenir una curta temporada amb els Miami Toros a la North American Soccer League. Va tornar a Escòcia, va fitxar pel Dundee el juliol de 1973 i va guanyar la final de la Copa de la Lliga escocesa de 1973 contra el seu antic equip, el Celtic. Es va retirar del món esportiu el 1977.

### Internacional
Gemmell va debutar amb la selecció escocesa contra Anglaterra a Hampden el 2 d'abril de 1966. L'any següent, el 15 d'abril, va jugar el famós partit del Campionat de Campions Locals on Escòcia va aconseguir una victòria per 3-2 contra la campiona del món, Anglaterra, a l'estadi de Wembley, posant fi a la ratxa de dinou partits sense perdre d'aquell equip. Va jugar 18 partits amb la selecció i va marcar un gol de penal contra Xipre en una victòria per 8-0 en un partit de classificació per a la Copa del Món de 1970. L'última aparició de Gemmell amb Escòcia va ser el 1971.

## Estil de joc
En el seu punt àlgid, Gemmell va ser considerat un dels millors laterals esquerres del món. Tot i que juga amb la cama dreta, l'entrenador del Celtic, Jock Stein, el va col·locar com a lateral esquerre. Gemmell era conegut pel seu potent xut, i també era un bon placador, a més de llançador de penals.

## Carrera d'entrenador
Després de retirar-se com a jugador, Gemmell va continuar entrenant el Dundee des de l'1 de juny de 1977 fins al 15 d'abril de 1980. Va fitxar Jimmy Johnstone, el seu antic company d'equip al Celtic, pel Dundee.
Més tard, Gemmell va dirigir l'Albion Rovers del 1986 al 1987 i de nou del 1993 al 1994.

## Vida posterior i mort
El 1994, Gemmell va vendre la seva col·lecció de medalles del Celtic en una subhasta per 32.000 lliures; van ser comprades per l'empresari de Glasgow Willie Haughey, que té vincles estrets amb el club i les va prestar al Celtic per exposar-les. Va ser inclòs al Saló de la Fama del Futbol Escocès el 2006.
Gemmell va morir el 2 de març de 2017, als 73 anys, després d'una llarga malaltia. El seu funeral es va celebrar el 10 de març amb una processó que va començar des del Celtic Park, i hi van assistir excompanys d'equip, el tècnic del Celtic, Brendan Rodgers, i el director general dels Rangers, Stewart Robertson.

## Palmarès
- Copa d'Europa: 1966–67
- Lliga d'Escòcia (6): 1965–66, 1966–67, 1967–68, 1968–69, 1969–70, 1970–71
- Copa d'Escòcia (4): 1964–65, 1966–67, 1968–69, 1970–71
- Copa de la Lliga Escocesa (5): 1965–66, 1966–67, 1967–68, 1968–69, 1969–70
- Copa de Glasgow (5): 1961–62, 1963–64, 1964–65, 1966–67, 1967–68